# Can't Buy Me Love
För andra betydelser, se Can't Buy Me Love (olika betydelser).
Can't Buy Me Love  är en låt skriven av Lennon/McCartney och inspelad av The Beatles 1964.

## Låten och inspelningen
Denna gladlynta låt påbörjades av Paul McCartney varefter John Lennon assisterade. Enligt de båda var detta det sista av deras 50/50-samarbeten även om man också senare hjälpte varandra. Man lyckades spela in den i Pathés studio i Paris 29 januari 1964, sedan man fått tid över efter inspelningen av sina två tyskspråkiga sånger. Intressant är det något okonventionella tilltalet där man sjunger "My friend" istället för "My dear" eller något i den vägen. Låten släpptes som singel i USA 16 mars 1964 och i England 20 mars 1964. I båda fallen hade den "You Can't Do That" som b-sida.
I Sverige gavs "Can't Buy Me Love" dessutom ut som EP den 23 mars 1964 (Odeon GEOS 216). Förutom "You Can't Do That" ingick två låtar från LP:n With The Beatles - George Harrisons komposition "Don't Bother Me" samt "I Wanna Be Your Man". På så sätt gav man ut en EP där varje Beatles-medlem fick sjunga var sin sång.
"Can't Buy Me Love" kom även med i filmen A Hard Day's Night och finns därför med på både den amerikanska och den europeiska LP:n med detta namn (släppta den 26 juni respektive 10 juli 1964). Baksidan "You Can't Do That" finns dock enbart med på den europeiska versionen.
LP-skivorna gavs ut i både mono- och stereoversioner. Trumspelet är dock annorlunda på stereoversionen av Can't Buy Me Love. I boken The Complete Beatles Chronicle spekulerar Mark Lewisohn om en studiomusiker kan ha spelat trummor på stereoversionen. Skivbolaget har betalat ut arvode till en studiomusiker en dag som Ringo Starr befann sig på annan ort för att spela in filmen A Hard Day's Night.
Låten "Can't Buy Me Love" var mer jazzartad än tidigare Beatles-singlar och kunde därför också tilltala föräldrarna till dåtidens ungdomar. En känd cover är inspelad av jazzsångerskan Ella Fitzgerald.

## Listplaceringar
| Lista (1964)   | Position             |
| -------------- | -------------------- |
| Danmark        | 1 (DR "Top 20")      |
| Finland        | 3                    |
| Flandern       | 5                    |
| Irland         | 1                    |
| Nederländerna  | 1                    |
| Norge          | 3                    |
| Nya Zeeland    | 1 (Lever Hit Parade) |
| Storbritannien | 1                    |
| Sverige        | 1 (Kvällstoppen)     |
| Sverige        | 1 (Tio i topp)       |
| USA            | 1                    |
| Vallonien      | 6                    |
| Västtyskland   | 24                   |